# Teluk Nilap
Teluk Nilap is een bestuurslaag in het regentschap Rokan Hilir van de provincie Riau, Indonesië. Teluk Nilap telt 5771 inwoners (volkstelling 2010).